# Jack Wagner

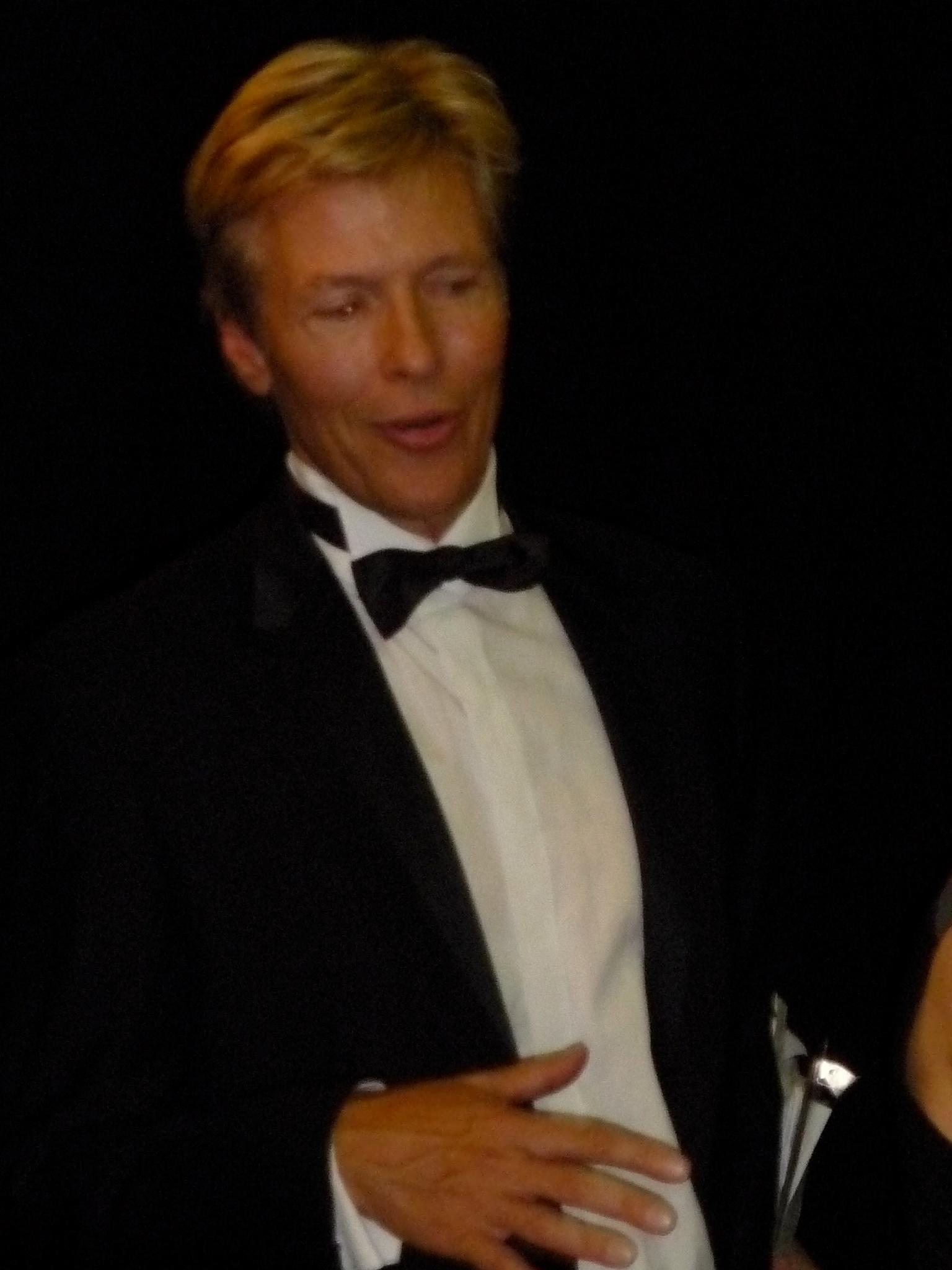
Jack Wagner (2009)

Jack Wagner (* 3. Oktober 1959 in Washington, Missouri) ist ein US-amerikanischer Schauspieler und Sänger.

## Leben & Karriere
Wagner verbrachte seine Kindheit in Missouri, wo er neben Schauspiel- auch Golfkurse besuchte. Wagner gewann die Golfmeisterschaft in Missouri und bewarb sich darauf für ein Golfstipendium in Arizona, wurde jedoch abgelehnt. Daraufhin ging er 1982 nach seinem Abschluss in Theaterwissenschaften nach Los Angeles. Dort gelang ihm in der Rolle des Andrew „Frisco“ Jones in der Serie General Hospital der Durchbruch (1983–1988, 1989–1991, 1994, 1995). In dieser Rolle förderte Wagner eine weitere Leidenschaft von ihm: das Singen. „Friscos“ Lied All I Need wurde in den USA ein Nummer-2-Hit.
1987 verließ Wagner die Serie und trat im Theater auf, kehrte aber 1989 wieder zum General Hospital zurück. Dort verliebte er sich in seine Serienpartnerin Felicia Cummings alias Kristina Malandro und das Paar heiratete 1993. Davor, im Jahr 1991, verließ Wagner die Serie, kehrte aber für Gastauftritte 1994 und 1995 zur Serie zurück.
1991 stieg Wagner in der TV-Serie California Clan (Originaltitel: Santa Barbara) ein. Dort spielte er die Rolle des Warren Lockridge, bis die Serie im Januar 1993 eingestellt wurde.
1995 stieg Wagner als Dr. Peter Burns in Melrose Place ein und war dort bis zum Serienende 1999 zu sehen. Dort führte er in einigen Folgen auch Regie. Nach der Serieneinstellung war Wagner in einigen anderen Serien als Gastdarsteller zu sehen und moderierte Golfsendungen.
Von 2003 bis 2012 stand Wagner für Reich und Schön als Nick Payne vor der Kamera. Wagners Begeisterung für das Singen wurde in die Serie aufgenommen und so konnte Wagner Lieder aus seinem Album Dancing In The Moonlight vorstellen.
2006 erhielt Wagner die goldene Rose für den besten Soap-Darsteller.
Wagner hat zwei Söhne, Peter (* 1990) und Harrison (1994–2022). Mittlerweile ist er geschieden. Eine Beziehung mit Schauspielkollegin Heather Locklear, welche seit 2007 bestand, wurde im November 2011 durch Entlobung gelöst.
Am 6. Juni 2022 wurde Wagners jüngster Sohn Harrison tot auf einem Parkplatz in Los Angeles aufgefunden; er war 27 Jahre alt.
In der Serie Janette Oke: Die Coal Valley Saga spielt Wagner seit 2014 die Rolle des Bill Avery.
2025 heiratete er Michelle Wolf.

## Filmografie (Auswahl)

### Schauspiel
- 1982: A New Day in Eden (Fernsehserie, Episode 1x01)
- 1983: Unter der Sonne Kaliforniens (Knots Landing, 2 Episoden)
- 1983: Loving Friends and Perfect Couples (Fernsehserie)
- 1983–2013: General Hospital (Fernsehserie, 400 Episoden)
- 1988: Moving Target (Fernsehfilm)
- 1989: Swimsuit (Fernsehfilm)
- 1990: Play Murder for Me
- 1991–1993: California Clan (Fernsehserie, 247 Episoden)
- 1994: Gefangen im All (Trapped in Space, Fernsehfilm)
- 1994–1999: Melrose Place (Fernsehserie, 139 Episoden)
- 1995: Lady Cops (Fernsehserie, Episode 2x12)
- 1995: Ehebruch aus Leidenschaft (Lady Killer, Fernsehfilm)
- 1996: Ein Pilot zum Verlieben (Frequent Flyer, Fernsehfilm)
- 1997: Im Spiegel des Abgrunds (Echo, Fernsehfilm)
- 1997: Sabrina – Total Verhext! (Sabrina, the Teenage Witch, Fernsehserie, Episode 1x13)
- 1997: Superman – Die Abenteuer von Lois & Clark (Lois & Clark: The New Adventures of Superman, Fernsehserie, Episode 4x13)
- 1997: Sunset Beach (Fernsehserie, 3 Episoden)
- 1998: Kopfgeld für mich (Dirty Little Secret, Fernsehfilm)
- 1999: Ein Hauch von Himmel (Touched by an Angel, Fernsehserie, Episode 5x15)
- 2000: Der Tod fliegt mit (Nowhere to Land, Fernsehfilm)
- 2000: Artificial Lies – Im Netz der Lügen (Artificial Lies)
- 2000–2001: Titans – Dynastie der Intrigen (Titans, Fernsehserie, 9 Episoden)
- 2002: Wettlauf mit dem weißen Tod (Trapped: Buried Alive, Fernsehfilm)
- 2003: Ghost Dog: A Detective Tail (Fernsehfilm)
- 2003: Cupid's Prey
- seit 2003: Reich und Schön (The Bold and the Beautiful, Fernsehserie)
- 2009: Monk (Fernsehserie, Episode 8x10)
- 2011–2013: Hot in Cleveland (Fernsehserie, 2 Episoden)
- 2013: Castle (Fernsehserie, Episode 5x10)
- 2013: See Dad Run (Fernsehserie, Episode 2x01)
- 2014: My Gal Sunday (Fernsehfilm)
- 2014: Heartbreakers (Miniserie, Episode 1x02)
- seit 2014: Janette Oke: Die Coal Valley Saga (When Calls the Heart, Fernsehserie)
- 2015: Ray Donovan (Fernsehserie, Episode 3x04)
- 2016: The Wedding March (Fernsehfilm)
- 2017: Love on the Vines (Fernsehfilm)
- 2017: Wedding March 2 – Resorting to Love (Fernsehfilm)
- 2018: Wedding March – Here Comes the Bride (Fernsehfilm)
- 2018: Wedding March 4 – Something Old, Something New (Fernsehfilm)
- 2019: My Boyfriend's Back – Wedding March 5 (Fernsehfilm)
- 2021: Sealed with a Kiss – Wedding March 6 (Fernsehfilm)
- 2022: Falling for Christmas

### Produktion
- 1997: Im Spiegel des Abgrunds (Echo, Fernsehfilm)
- 2016: The Wedding March (Fernsehfilm)
- 2017: Wedding March 2 – Resorting to Love (Fernsehfilm)
- 2018: Wedding March – Here Comes the Bride (Fernsehfilm)
- 2018: Wedding March 4 – Something Old, Something New (Fernsehfilm)
- 2019: My Boyfriend's Back – Wedding March 5 (Fernsehfilm)
- 2021: Sealed with a Kiss – Wedding March 6 (Fernsehfilm)

## Diskografie

### Studioalben
| Jahr | Titel                      | Höchstplatzierung, Gesamtwochen, AuszeichnungChartsChartplatzierungen (Jahr, Titel, Platzierungen, Wochen, Auszeichnungen, Anmerkungen) | Anmerkungen                |
| Jahr | Titel                      | US | Anmerkungen                |
| ---- | -------------------------- | --- | -------------------------- |
| 1984 | All I Need                 | US44 (29 Wo.)US | Erstveröffentlichung: 1984 |
| 1985 | Lighting Up the Night      | US150 (15 Wo.)US | Erstveröffentlichung: 1985 |
| 1987 | Don't Give Up Your Day Job | US151 (8 Wo.)US | Erstveröffentlichung: 1987 |

weitere Veröffentlichungen
- 1993: Alone in the Crowd
- 2005: Dancing in the Moonlight
- 2014: On The Porch

### Singles
| Jahr | Titel Album                                | Höchstplatzierung, Gesamtwochen, AuszeichnungChartsChartplatzierungen (Jahr, Titel, Album, Platzierungen, Wochen, Auszeichnungen, Anmerkungen) | Anmerkungen                        |
| Jahr | Titel Album                                | US | Anmerkungen                        |
| ---- | ------------------------------------------ | --- | ---------------------------------- |
| 1984 | All I Need                                 | US2 (22 Wo.)US | Erstveröffentlichung: Oktober 1984 |
| 1985 | Lady of My Heart All I Need                | US76 (8 Wo.)US | Erstveröffentlichung: Mai 1985     |
| 1985 | Too Young Lighting Up The Night            | US52 (14 Wo.)US | Erstveröffentlichung: Oktober 1985 |
| 1987 | Weatherman Says Don't Give Up Your Day Job | US67 (6 Wo.)US | Erstveröffentlichung: Mai 1987     |